# Spaanse Inquisitie

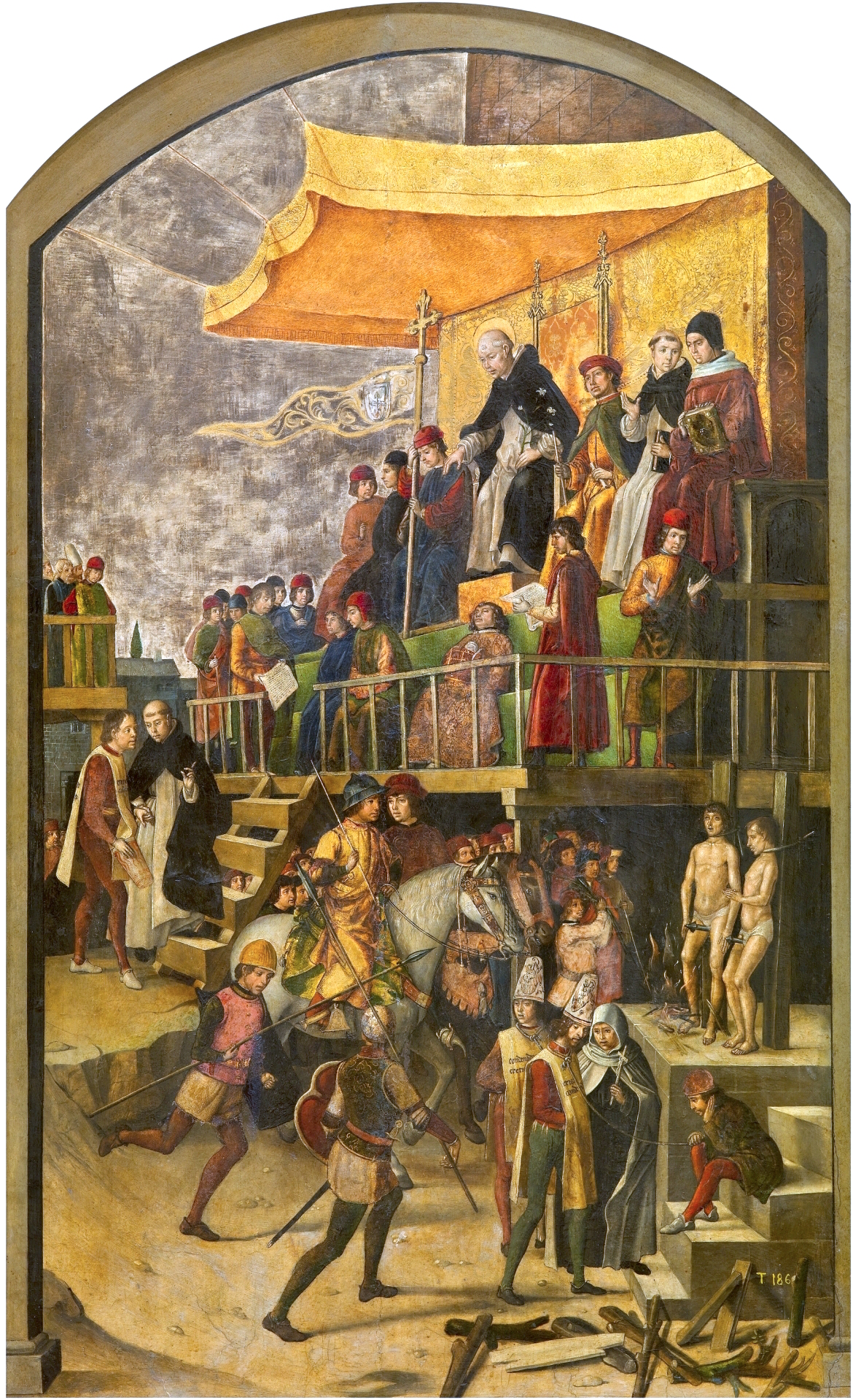
Sint-Dominicus overziet een kettergericht (Pedro Berruguete, 1475). Artistieke voorstellingen uit die tijd tonen vaak martelingen en verbrandingen van ketters.

De Spaanse Inquisitie was een in 1478 door de Reyes Católicos van Spanje opgericht instituut, om de katholieke orthodoxie te handhaven tijdens hun heerschappij. Zij stond onder directe leiding van de Spaanse monarchie en werd pas definitief afgeschaft in 1834 tijdens het bewind van Isabella II. Vanwege de geheimzinnigheid rondom de inquisitierechtbanken, spectaculaire verbranding van bekende personen en de protestantse propaganda uit de Nederlanden en Engeland is het aantal slachtoffers van de inquisitie zwaar overschat en vormde dit aantal een belangrijk deel van de zwarte legende.
De Inquisitie had in beginsel als rechtbank naar canoniek recht alleen zeggenschap over gedoopte christenen. Gedurende haar geschiedenis werd haar jurisdictie echter soms uitgebreid tot bijna alle onderdanen van de koning van Spanje.

## Oorsprong

### Wat voorafging
De onderzoekende Inquisitie is niet van Spaanse makelij. Ze werd gesticht op grond van een pauselijk decreet Ad Abolendam ("met het doel af te schaffen"), dat uitgevaardigd werd aan het einde van de twaalfde eeuw door Paus Lucius III ter bestrijding van de Albigense ketterij in het zuiden van Frankrijk. Er bestonden hoven van de pauselijke Inquisitie in diverse Europese koninkrijken gedurende de middeleeuwen. In het Koninkrijk Aragón stichtte men een pauselijke Inquisitie gebaseerd op het decreet Excommunicamus van Paus Gregorius IX in 1232 gedurende het tijdperk van de Albigense ketterij; de hoofdvertegenwoordiger van de pauselijke inquisitie in Arágon was Raymundus van Peñafort. Mettertijd nam het belang van de Inquisitie af; in het midden van de vijftiende eeuw was het instituut, alhoewel juridisch nog in werking, bijna vergeten.
In Castilië is de pauselijke Inquisitie nooit actief geweest. Het opsporen en bestraffen van ketterij waren daar taken van de bisschoppen; men kan hier dus beter spreken van bisschoppelijke inquisitie.

### Context
Een groot deel van het Iberisch Schiereiland werd gedomineerd door de Arabieren en delen in het zuiden, vooral Granada, hadden een grote moslimbevolking. Tot 1492 stond Granada nog onder Arabische heerschappij. De grote steden, in het bijzonder Sevilla, Valladolid, hoofdstad van Castilië, en Barcelona hadden grote populaties joden, geconcentreerd in zogenaamde 'juderías', joodse wijken.
Tijdens de middeleeuwen was er sprake van een redelijk vreedzame religieuze co-existentie in de koninkrijken van het schiereiland, alhoewel er onbedoelde incidenten tussen christenen, joden en moslims hadden plaatsgevonden. Er was een lange joodse traditie van sterrenkijken in Aragón. De vader van Ferdinand, Johan II van Aragón, benoemde de jood Abiathar Crescas tot beste sterrenkundige. De joden bezetten vele belangrijke posities, zowel religieus als politiek. Castilië had zelfs een officieuze rabbi, een joods meester in geneeskunde.
Aan het einde van de veertiende eeuw echter rees er in enkele plaatsen in Spanje een golf van antisemitisme op, aangemoedigd door de preken van Ferrant Martínez, aartsdeken van Écija. De pogroms van juni 1391 waren bijzonder bloedig: in Sevilla werden honderden joden omgebracht, de synagoge volledig verwoest en in andere steden zoals Córdoba, Valencia en Barcelona was het aantal slachtoffers erg hoog.
Een van de gevolgen van deze ongeregeldheden was de massale bekering van joden. Voor deze datum waren bekeringen zeldzaam geweest, maar toen kreeg de bekering ineens een sociale betekenis. Sinds de vijftiende eeuw kan men spreken van 'judeoconversos', ook wel "nieuwe christenen" genoemd, als een nieuwe sociale groep, die met wantrouwen bekeken werd door zowel joden als door christenen. Zodoende echter ontsnapten de joden niet alleen aan mogelijke vervolgingen, maar waren zij ook in staat talrijke banen en posities te bekleden die normaliter verboden voor hen zouden zijn door wetten die joden ernstig beperkten. Onder de bekeerlingen waren velen die opklommen tot een belangrijke positie in het Spanje van de vijftiende eeuw. Bekende bekeerlingen waren onder anderen: de doktoren Lagoon en Francisco Lopez Villalobos, meester-dokter van Ferdinand de Katholieke; de schrijvers Juan del Encina, Juan de Mena, Diego de Valera en Alfonso de Palencia en de bankiers Luis de Santángel en Gabriel de Sánchez, die de reis van Christoffel Columbus gefinancierd hadden.
De bekeerlingen konden zonder tegenstand uitstekende posities bekleden in de kerkelijke hiërarchie, waardoor zij ernstige tegenstanders van het jodendom werden. Sommige van hen werden zelfs edelen.

### Oorzaken
Er bestaat geen overeenstemming over de redenen waarom de Spaanse Reyes Católicos besloten de inquisitoriale machinerie in Spanje in te voeren. Onderzoekers hebben verscheidene mogelijke redenen naar voren gebracht:
1. De stichting van de religieuze eenheid. Daar het doel van de katholieke koningen het scheppen van een efficiënte staatsmachinerie was, was het een prioriteit om de religieuze eenheid te verkrijgen. Bijkomstig maakte de Inquisitie het de monarchie mogelijk om actief in te grijpen in religieuze aangelegenheden, zonder tussenkomst van de paus.
2. Het verzwakken van de politieke oppositie tegen de katholieke koningen.
3. Het beëindigen van de machtige minderheid van judeoconversos. In het Koninkrijk Aragón hebben zij invloedrijke families door de molen verwerkt zoals Santa Fe, Santángel, Caballería en Sánchez. Dit wordt niettemin tegengesproken door het feit dat Fernando zelf in zijn administratie rekening bleef houden met talrijke conversos.
4. Financiering van de economie. Aangezien een van de maatregelen inbeslagname van goederen inhield, kan deze mogelijkheid niet buiten beschouwing blijven.

## De activiteiten van de Inquisitie

### De inquisitie en de verdrijving van Joden
Het aantal Joden dat Spanje verliet na de instelling van de Inquisitie is niet bekend. Historici uit die tijd spreken van grote aantallen: Juan de Mariana (1536 - 1624) meent dat zo'n 800.000 Joden Spanje ontvluchtten en Isaac Abrabanel (1437 - 1508) noemt het getal 300.000. Schattingen van moderne historici zijn een stuk lager: volgens Henry Kamen zijn ongeveer 40.000 van de in totaal 80.000 in Spanje levende Joden geëmigreerd.

De schattingen van "The Jewish History Atlas" van Martin Gilbert liggen weer hoger dan die van Henry Kamen. Volgens deze atlas woonden er eind vijftiende eeuw (of misschien ook in de zestiende eeuw) 230.000 Joden op het Iberische Schiereiland. De grootste groep, 90.000 personen, emigreerde volgens deze atlas naar het Osmaanse Rijk, in deze atlas Turkije genoemd. 50.000 Spaanse Joden lieten zich dopen en bleven in Spanje of Portugal wonen, 25.000 emigreerden naar Holland, 20.000 naar Marokko, 10.000 naar Frankrijk, 10.000 naar Italië en 5.000 naar Amerika. 20.000 stierven onderweg op zoek naar een nieuwe woonplaats. Deze atlas rekent behalve de emigraties van 1492 ook de emigraties na 1497 (uit Portugal) mee en latere emigraties in de zestiende eeuw. Het Edict van Verbanning van 1492 gold ook voor de eilanden Mallorca, Sardinië en Sicilië, die bij de Kroon van Aragón hoorden.
Na de val van Granada werd op 31 maart 1492 door de Reyes Católicos met het Edict van Verbanning de gedwongen bekering (of resp. emigratie) van alle Joden in Spanje afgekondigd. Echter niet vanuit puur antisemitisch sentiment. Door de verovering van het laatste Moorse vorstendom op Spaanse bodem was voor de machtige Spaanse geestelijkheid bewezen dat de Spanjaarden door God uitverkoren waren om de geschiedenis te vernieuwen. Joden die deze messianistische visie niet inzagen waren verloren en moesten verdwijnen. Deze kregen een half jaar de tijd om te emigreren, weliswaar onder ongunstige voorwaarden en er werd op grote schaal misbruik gemaakt van hun gedwongen situatie. Geëmigreerde Joden die zich later alsnog bekeerden mochten terugkomen en hadden het recht hun bezittingen tegen dezelfde (te lage) prijs terug te kopen als waarvoor ze die destijds gedwongen waren te verkopen. Door deze laatste maatregel werd het antisemitisme tegen de zogenaamde Conversos (Joodse bekeerlingen) aangewakkerd.
De Joden die in het Koninkrijk Castilië woonden, emigreerden voornamelijk naar koninkrijk Portugal en Marokko. Volgens Kamen emigreerden de Joden uit het Koninkrijk Aragón vooral naar christelijke buurlanden, voornamelijk Italië.
Veel Joden lieten zich dopen. Waarschijnlijk deed men dit vaker om uitzetting te voorkomen dan vanuit een oprechte bekering naar het christendom. Deze 'bekeerde' Joden werden conversos (bekeerlingen) genoemd. Zij werden door de Inquisitie voortdurend in de gaten gehouden. Als ze ervan werden verdacht na hun bekering toch nog de Joodse religie te praktiseren, werden ze alsnog door de Inquisitie berecht.
De vervolging van conversos was het intensiefst in de periode van 1478 tot 1530. Na 1530 werd dit minder en daalde het aantal processen tegen conversos tot 3% van het totale aantal door de Inquisitie gevoerde processen. In 1588 vond een opleving plaats in de vervolging van conversos toen in Quintanar de la Orden een groep cryptojoden (Joden die zich onder druk christelijk hadden laten dopen maar in het geheim nog de regels van het jodendom naleefden) werd ontdekt. In het laatste decennium van de 16e eeuw vonden veel gedwongen bekeringen van Joden plaats.
In het begin van de 17e eeuw kwamen sommige conversos die naar Portugal gevlucht waren weer terug naar Spanje, om aan de Portugese Inquisitie te ontkomen die in 1532 opgericht was. Dit leidde tot een toename van het aantal processen tegen 'cryptojoden.
In de 18e eeuw verminderde het aantal processen van de Inquisitie tegen conversos sterk. Een zekere Manuel Santiago Vivar was in Córdoba in 1818 de laatste persoon die door de Inquisitie berecht werd wegens cryptojodendom.

### Onderdrukking van het protestantisme
In de 16e eeuw begon de Inquisitie minder aandacht te besteden aan de conversos. Haar taak werd nu het bestrijden van het protestantisme, dat in Spanje enige aanhangers had.
Het is een misverstand dat de Spaanse Inquisitie een grote rol heeft gespeeld in het onderdrukken van het protestantisme. Er zijn slechts weinig protestanten door de Inquisitie berecht, waarschijnlijk slechts enkele honderden. Er waren ook maar weinig protestanten in Spanje. Vaak werden mensen die verdacht werden van antikerkelijke gevoelens beschuldigd van protestantisme, zonder dat zij ook daadwerkelijk protestants waren.
De eerste processen van de Inquisitie tegen protestanten waren die tegen de leden van een mystieke sekte in Guadalajara en Valladolid. Geen van de beschuldigden werd ter dood veroordeeld, maar gedurende deze processen kwam de Inquisitie wel een aantal intellectuelen en geestelijken op het spoor die de ideeën van Erasmus aanhingen.
De eerste processen tegen Luthersen vonden plaats tussen 1558 en 1562, toen de Inquisitie haar aandacht richtte op twee protestantse gemeenschappen in Valladolid en Sevilla. Een groot aantal processen en autodafes vonden plaats, waarvan sommigen bijgewoond werden door leden van de koninklijke familie. Hoewel de processen doorgingen na 1562, werd de vervolging minder sterk en men schat dat aan het eind van de 16e eeuw slechts een dozijn Spanjaarden voor lutheranisme ter dood veroordeeld werden. Hiermee was het protestantisme in Spanje, dat überhaupt nooit echt van de grond was gekomen, zo ongeveer volledig uitgeroeid.

### Andere delicten
Joden en moslims werden gedwongen om zich te bekeren tot de Rooms-katholieke kerk.

## Organisatie
Naast de religieuze rol die de Spaanse Inquisitie vervulde was het ook nog een instituut om de monarchie te dienen. Dit betekent niet dat ze volledig afhankelijk was van de monarchie, omdat voor behoorlijk wat zaken toestemming van Rome nodig was. Hoewel de grootinquisiteur werd benoemd door de kroon, was er goedkeuring nodig door de Paus. De Inquisiteur-Generaal was de enige autoriteit die gezag had in alle koninkrijken van het Spaanse Rijk (inclusief de bijbehorende Amerikaanse koninkrijken), behalve van 1507 tot 1518, toen er twee grootinquisiteurs waren, één in Castilië en één in Aragón.

## De werkwijze van de Inquisitie
De Inquisitie was bij haar werk gebonden aan het canoniek recht, het kerkrecht, van de Rooms-katholieke kerk. De te volgen procedures werden gespecificeerd in een aantal Instrucciones (Instructies), geschreven door de Inquisiteur-Generaals Torquemada, Deza en Valdés.

### Aanklacht
Wanneer de Inquisitie in een stad arriveerde, was de eerste stap het Edict van Genade: na een mis op zondag las de Inquisiteur dit edict voor. Hierin werden de verschillende ketterijen uitgelegd en werden alle gelovigen opgeroepen naar de tribunalen van de Inquisitie te komen om "hun geweten te ontlasten". Deze oproep werd Edict van Genade genoemd omdat iedereen die binnen een vastgestelde tijd (ongeveer een maand) vrijwillig zijn overtredingen opbiechtte, een kans kreeg om zich met de Kerk te verzoenen zonder gestraft te worden. Hierbij moest men ook eventuele medeplichtigen aangeven. Later werd het Edict van Genade vervangen door het Edict van Geloof, waarbij deze mogelijkheid om bestraffing te ontlopen niet langer werd geboden.
Deze vrijwillige schuldbekentenissen waren anoniem, waardoor de aangeklaagde medeplichtigen niet wisten wie hen bij de Inquisitie aangegeven had. Dit was een van de belangrijkste punten van kritiek die tegenstanders van de Inquisitie hadden. In de praktijk kwamen valse beschuldigingen regelmatig voor, waarbij vijanden en concurrenten aangegeven werden bij de Inquisitie. Ook het beschuldigen van familieleden was niet ongewoon.

### Gevangenneming

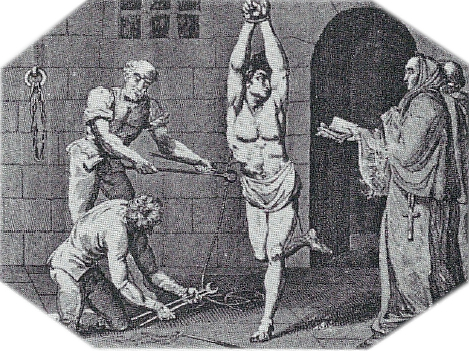
Een van homofilie verdachte man wordt gemarteld voor zijn executie

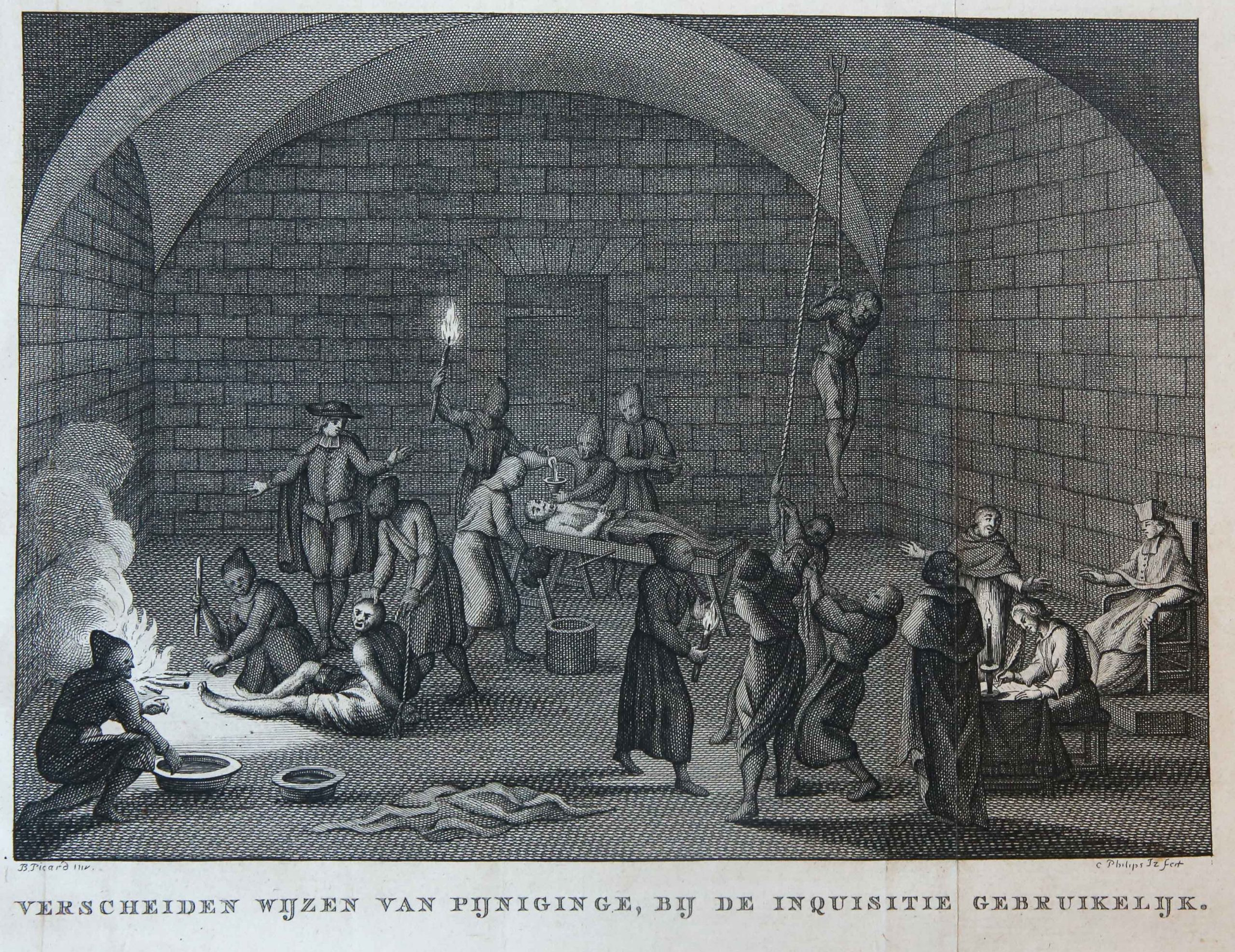
Verschillende methoden van pijnigen door de inquisitie

Nadat er iemand aangegeven was, werd de zaak onderzocht door calificadores, wier taak het was om te beslissen of er inderdaad sprake was van ketterij. Als dat het geval was, werd de beschuldigde gevangengezet. In de praktijk was het echter niet ongewoon dat de beschuldigde reeds vóór dit onderzoek van de calificadores in preventieve hechtenis werd genomen. Deze periode van preventieve hechtenis kon vaak lang duren, in sommige gevallen tot twee jaar.
Wanneer een beschuldigde gevangen werd gezet, werd ook zijn bezit preventief geconfisqueerd door de Inquisitie. Dit werd gedaan om onkosten tijdens het proces, inclusief de kosten het onderhouden van de gevangene, te betalen. Als gevolg hiervan kwamen familieleden van de beschuldigde vaak in de problemen. In 1561 werden regels opgesteld om dit te voorkomen.
Tijdens de gevangenneming werd de beschuldigde niet op de hoogte gesteld van de aanklachten die tegen hem ingediend waren. Er konden maanden of zelfs jaren voorbijgaan waarin de beschuldigde niet wist waarom hij gevangengezet was. De gevangenen werden geïsoleerd en het was hun niet toegestaan deel te nemen aan de mis of om sacramenten te ontvangen.

### Proces
Het proces zelf bestond uit een serie hoorzittingen, waarin zowel de aanklagers (degenen die de beschuldigde bij de Inquisitie hadden aangegeven) als de beschuldigde zelf hun verhaal deden. De beschuldigde kreeg een verdediger toegewezen, een lid van het tribunaal, wiens taak het was om de beschuldigde advies te geven en hem aan te moedigen de waarheid te spreken. Ondervragingen van de beschuldigde vonden plaats in het bijzijn van een ambtenaar die gedetailleerde notulen bijhield. De archieven van de Inquisitie zijn in vergelijking met andere rechtsinstanties van tijd erg compleet en gedetailleerd. Om zichzelf te verdedigen had de beschuldigde twee mogelijkheden: het vinden van een getuige in zijn voordeel (abonos) of het aantonen van de ongeloofwaardigheid van de aanklagende getuigen (tachas).
Tijdens de ondervraging van de beschuldigde kon de Inquisitie marteling inzetten als werktuig, maar hier werd niet altijd gebruik van gemaakt. Marteling werd voornamelijk toegepast in de 16e eeuw tegen de verdachten van jodendom en van protestantisme. Volgens sommige historici werden tussen 1575 en 1610 ongeveer een derde van de verdachten daadwerkelijk gemarteld. Marteling werd altijd toegepast om een bekentenis te verkrijgen en niet als straf. Het werd ook toegepast op kinderen en ouderen.
De meest gebruikte martelmethoden waren de garrucha, toca en potro. Bij de garrucha (algemeen bekend als strappado) werd de ondervraagde opgehangen aan zijn armen (die al dan niet achter zijn rug gebonden waren). Aan de voeten van de verdachte werden gewichten bevestigd, waarna de verdachte herhaaldelijk werd opgehesen en men hem vervolgens weer een stuk liet vallen. Het resultaat was vaak niet alleen hevige pijn, maar ook luxatie (het uit de kom schieten van gewrichten).
Bij de toca (ook wel waterfoltering of waterboarding genoemd) werd een doek in de mond van de ondervraagde ingebracht, waarover water werd gegoten. Hierdoor ontstond bij de verdachte het gevoel te zullen verdrinken. Het meest gebruikt was de porto (beter bekend als pijnbank of rekbank), waarop het lichaam van de verdachte onnatuurlijk werd uitgerekt, met hevige pijn en soms verminking tot gevolg.
De bekentenissen die gedaan werden als gevolg van deze martelingen werden (samen met de duur en aard van de martelingen zelf) door een notulist vastgelegd en werden door de Inquisitie als geldig beschouwd.
Na afloop van het proces volgde een overleg tussen de inquisiteurs, een vertegenwoordiger van de bisschop en de consultores (experts in theologie of Canoniek Recht). Dit overleg werd het consulta de fe genoemd. Er werd over de zaak gestemd en een oordeel, dat unaniem moest zijn, geveld.

### Veroordeling
Het proces kon op de volgende manieren aflopen:
- De verdachte werd vrijgesproken. Dit kwam zelden voor.
- Het proces werd verdaagd. De verdachte werd vrijgelaten, maar hij bleef onder verdenking staan en hem werd aangezegd dat het proces later alsnog voortgezet kon worden. In de praktijk betekende dit vrijspraak, maar zonder de erkenning dat vervolging onterecht was.
- De verdachte werd schuldig bevonden en moest publiekelijk zijn schuld belijden, gevolgd door een nader te bepalen straf zoals verbanning, een boete of dienst op een galei.
- De verdachte werd "verzoend" met de rooms-katholieke kerk. Behalve een publieke ceremonie werd er soms een hardere straf toegepast, zoals gevangenisstraf, de galeien of confiscatie van alle eigendommen.
- In het ongunstigste geval werd de verdachte uitgeleverd aan de burgerlijke autoriteiten. In de praktijk betekende dit de doodstraf door middel van de brandstapel. Deze straf werd vooral toegepast op ketters die geen berouw toonden of herhaaldelijk in ketterij vervielen. De executie werd publiekelijk voltrokken. Als de veroordeelde berouw toonde, werd hij gewurgd (door middel van de Garrote) en zijn lichaam werd vervolgens verbrand. Toonde de veroordeelde geen berouw, dan werd deze levend verbrand.

De verhoudingen tussen de verschillende uitkomsten varieerde sterk. De meeste veroordelingen tot de doodstraf vonden plaats in de eerste periode na het ontstaan van Inquisitie. Later werd de doodstraf verhoudingsgewijs weinig toegepast.

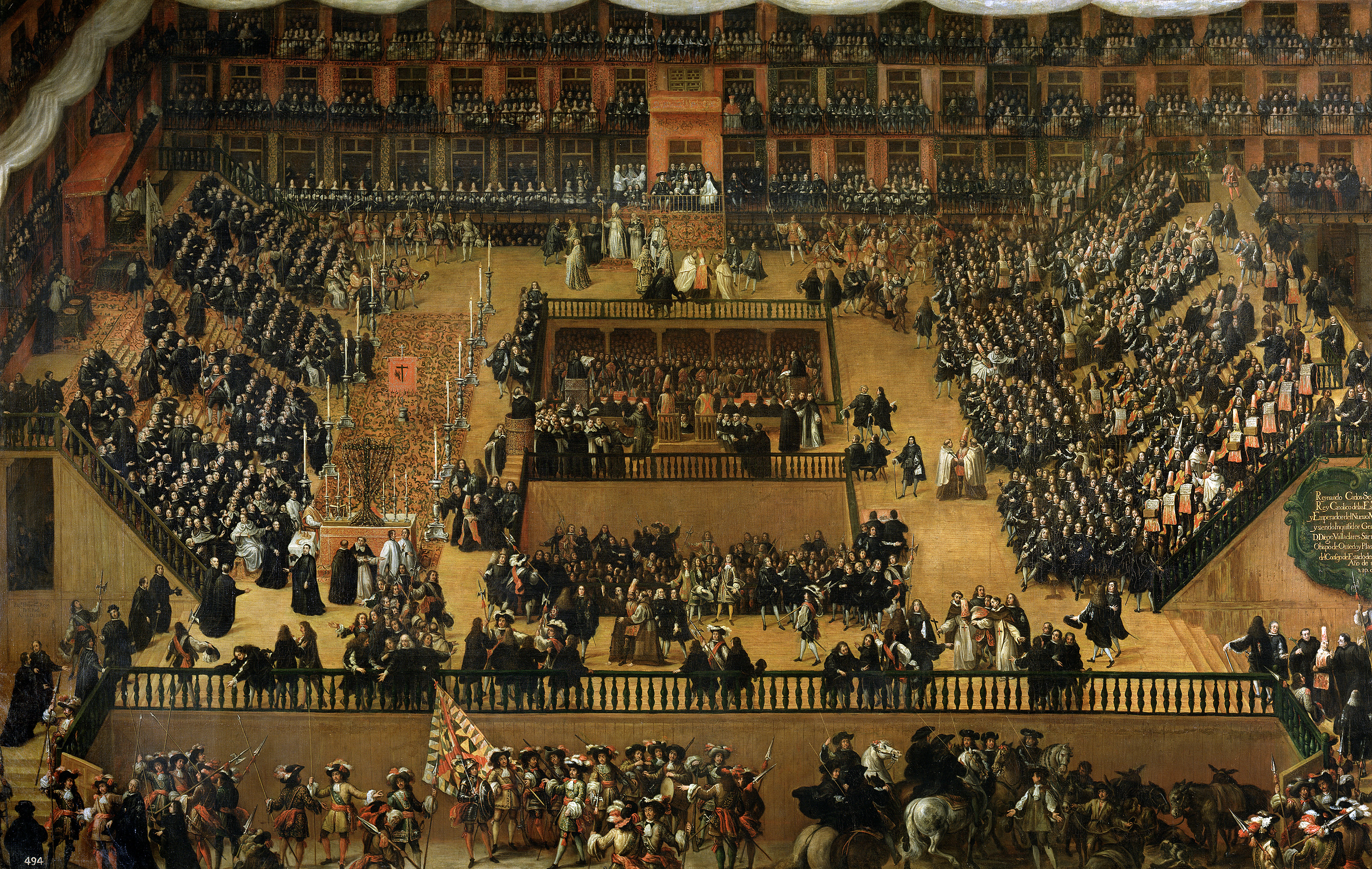
Autodafe op de Plaza Mayor van Madrid in 1680 (Francisco Rizi, 1880)

### De autodafe's
Werd de verdachte veroordeeld, dan moest deze meestal deelnemen aan een ceremonie die zijn terugkeer naar de Roomse Kerk bezegelde. Deze ceremonie werd autodafe genoemd en was privé (auto particular) of publiekelijk (auto publico).
In het begin waren deze ceremonies weinig plechtig van aard en trokken ze weinig toeschouwers. Naarmate de Inquisitie langer bestond werden deze ceremonies plechtiger, trokken ze meer publiek en werden ze met feestelijkheden omkleed. Zo werden de veroordeelden door de stad gevoerd, gehuld in een ‘sanbenito’ (kledingstuk om publiekelijk berouw te tonen) en moesten ze een capirote (puntmuts) dragen om zich te onderwerpen aan openbare vernedering. In latere tijd was een autodafe een groot spektakel en werd er zorgvuldig geregisseerd om een maximaal effect bij de toeschouwers te bewerkstelligen.

## Verval en einde van de Inquisitie
Het jaar 1833, meer bepaald de dood van Fernando VII, betekende het absolute einde van de Spaanse Inquisitie, maar in feite was deze instantie al sinds 1700 niet meer actief. Met de komst van de Bourbon-dynastie op de Spaanse troon kwam er namelijk al een einde aan de "Spaanse" Inquisitie.

## Aantal slachtoffers
De historicus Hernando del Pulgar (1436 - 1492), een tijdgenoot van Ferdinand II en Isabella van Castilië, schatte dat de Inquisitie tussen 1478 en 1490 ongeveer 2.000 mensen naar de brandstapel stuurde en 15.000 mensen met de kerk "verzoende".
Moderne historici zijn begonnen met het bestuderen van archiefstukken van de Inquisitie. Deze archieven, die tegenwoordig bewaard worden in het Historisch Archief van Spanje (Archivo Histórico Nacional), bevatten gegevens van alle processen die tussen 1560 en 1700 door de Inquisitie gevoerd werden: 49.092 in totaal. Deze informatie is bestudeerd door Gustav Henningsen en Jaime Contreras. Zij komen tot de conclusie dat in deze periode 933 verdachten veroordeeld werden tot de brandstapel: 1,9% van het totale aantal verdachten.
Wat de processen die de Inquisitie voor 1560 voerde betreft, bevatten de archieven in het Historisch Archief van Spanje slechts beperkte informatie. Om deze processen te bestuderen is het noodzakelijk om de archieven van de verschillende lokale tribunalen te onderzoeken. Het merendeel van deze lokale archieven is echter in de loop der tijd verloren gegaan.
Pierre Dedieu onderzocht de archieven van Toledo, waar 12.000 processen tegen ketters werden gevoerd. Ricardo García Cárcel analyseerde de archieven van het tribunaal in Valencia. De onderzoeken van Dedieu en García Cárcel laten zien dat de Inquisitie tussen 1480 en 1530 het meest actief was. Het percentage van de processen dat leidde tot een veroordeling tot de brandstapel lag in deze periode aanzienlijk hoger dan in de periode van 1560 tot 1700.
García Cárcel schat dat de Inquisitie gedurende haar hele bestaan ongeveer 150.000 processen heeft gevoerd. Uitgaande van het percentage in de periode 1560-1700 (ongeveer 2%), zou dat betekenen dat er ongeveer 3.000 mensen ter dood veroordeeld zijn. Rekening houdend met de gegevens van Dedieu en García Cárcel over de beginperiode van de Inquisitie is het echter waarschijnlijk dat het werkelijke aantal door de Spaanse Inquisitie ter dood veroordeelden tussen de 3.000 en 5.000 bedraagt.
Het bestuderen van andere documenten, die in 2004 in de Vaticaanse Archieven ontdekt werden, leidt tot andere cijfers. Tussen 1540 en 1700 zou de Spaanse Inquisitie 44.647 ketterprocessen hebben gevoerd, waarbij in 804 gevallen (1,8%) de doodstraf werd uitgesproken. Ook werd de verdachte in 1,7% van de gevoerde processen 'in afwezigheid' (in absentia) tot de brandstapel veroordeeld omdat de verdachte voortijdig wist te ontsnappen.
De Amerikaanse politicoloog Rummel presenteert, op basis van eerdere twintigste-eeuwse bronnen, een aantal ketterverbrandingen tussen de 2,000 en 10,220 in de periode 1483-1498 alleen (toen Torquemada de scepter over de Inquisitie zwaaide), en merkt daarbij op dat maximaal 125,000 mensen in deze tijd kunnen zijn doodgemarteld of in gevangenschap gestorven.
Precieze cijfers over het aantal door de Inquisitie gevoerde processen en de uitslagen ervan zijn niet meer vast te stellen. Daarvoor zijn er te veel documenten verloren gegaan.

## De zwarte legende van de Inquisitie
De zwarte legende van de Inquisitie is het idee dat de Inquisitie wreed was en een groot aantal slachtoffers heeft gemaakt. Vooral in de protestante delen van Europa is hier vaak op teruggekomen in de tijden van de godsdienststrijd. Het beeld van de verschrikkingen van de Spaanse Inquisitie is sterk bijgesteld nadat de archieven van de Inquisitie na de dood van Franco zijn opengesteld voor historisch onderzoek. De belangrijkste synthese over dit onderwerp is Henry Kamens boek The Spanish Inquisition. A historical revision, dat stelt dat de jaren 1480-1520 inderdaad bloedig zijn geweest, maar dat de kerkelijke rechtbank gedurende de kleine drie eeuwen die erop volgden een redelijk humane instelling was.
Het geschatte totaal aantal slachtoffers lag beneden de 6.000 over ruim 400 jaar. Juist de spectaculaire excessen trokken sterk de aandacht met tekeningen, schilderijen, etc. Marteling is toegepast in ongeveer 1-2% van de aanklachten.

## De Spaanse Inquisitie in de kunst
De Spaanse Inquisitie is heel veel weergegeven in de kunst.

### Schilderkunst

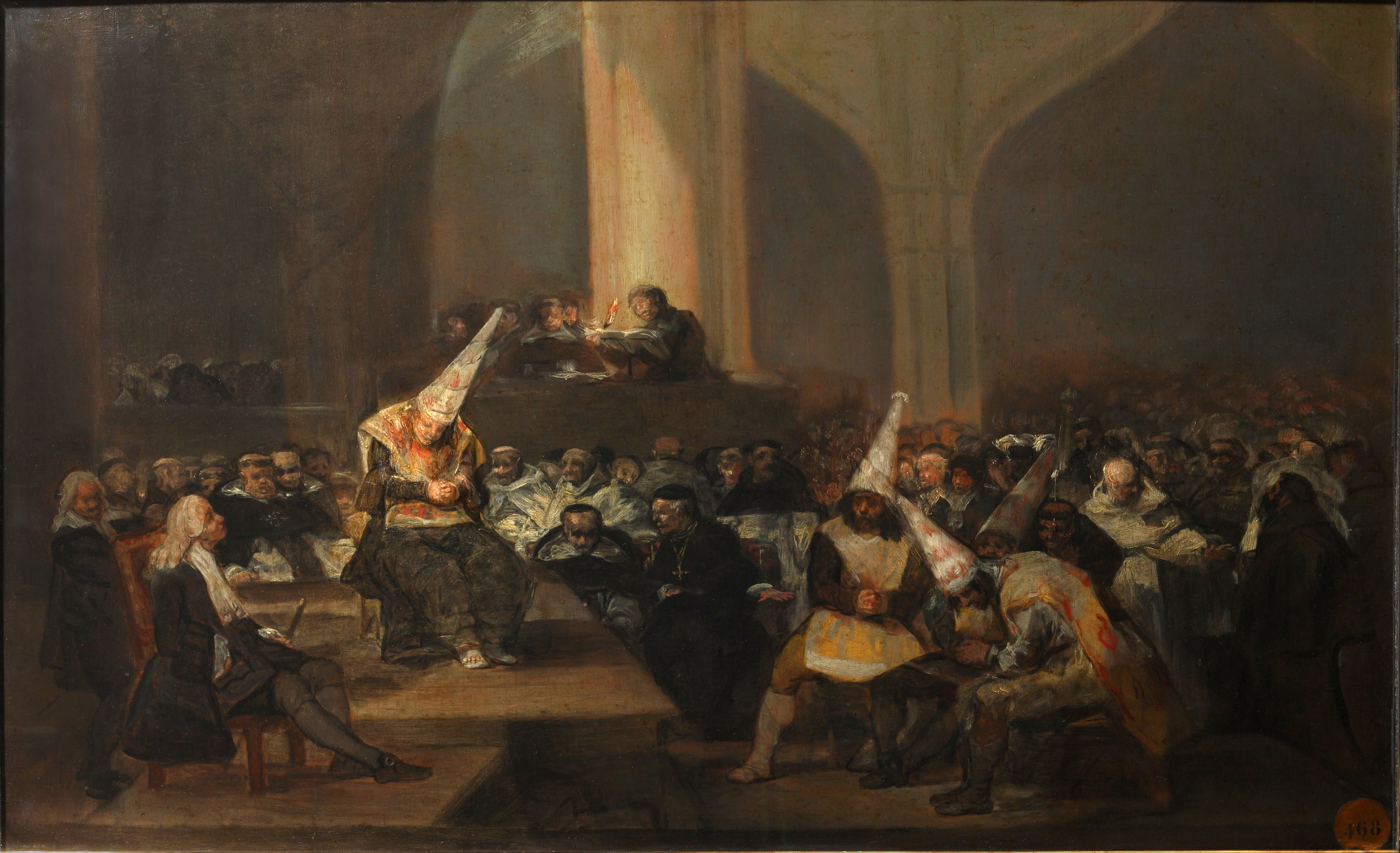
Inquisitierechtbank door Francisco Goya

- Francisco Goya schilderde schilderijen van de Inquisitie.